# Sevier County (Arkansas)
Sevier County is een county in de Amerikaanse staat Arkansas.
De county heeft een landoppervlakte van 1.461 km² en telt 15.757 inwoners (volkstelling 2000). De hoofdplaats is De Queen.

## Plaatsen
- Ben Lomond
- De Queen
- Gillham
- Horatio
- Lockesburg